# Майдели
Майдели (нем. Maydell, Meidell) — баронский род.

## Происхождение и история рода
По легенде происходит от прусского вождя Майдело (Maidelo), принявшего в 1255 году христианство от магистра Тевтонского ордена Бурхарда фон Горнгаузена. Семейный генеалог Карл Густав Майдель (1788—1857) относит возникновение рода ко времени правления германского короля Генриха I Птицелова (919—936).
В датских источниках род Майдель впервые упоминается под 1241 годом. Майдели уже в конце XIV века владели имением этого имени в Эстляндии. В 1484 году Генрих Майдель получил право вотчинного суда в Харриене (Эстляндия). От его потомков пошли все линии рода. В 1488 году упоминается Томас Майдель — представитель магистра Тевтонского ордена на переговорах с Ригой и Швецией.
- Тённис фон Майдель (Дионисий) († 1600 г.) в юности служил в испанском флоте, позднее — в войске Речи Посполитой, участвовал в войнах с Россией, затем служил на шведском флоте, где получил чин адмирала; к 1590 году — штатгальтер в Эстляндском вике (замок Лоде), в 1590-м — возглавлял шведское посольство на мирных переговорах с Россией, в 1593-м — направлен послом к королю Речи Посполитой Сигизмунду III, в 1593—1598 — риттершафтсгауптман (предводитель) эстляндского рыцарства, за заслуги пожалован многими имениями в Прибалтике.
- Его старший сын — Юрген (Георг) фон Майдель (? — 1677), в начале XVII века ротмистр эстляндского полка королевско-шведской лейб-компании, с 1614 штатгальтер замка Лоде, в 1617 избран в Ревеле эстляндским ландратом; унаследовал отцовские имения Вреденхаген и Токумбек; был женат на дочери эстляндского ландрата Морица фон Врангеля, Маргарите. В церкви местечка Голденбек сохранилась их могила, украшенная родовыми гербами.
- Брат Юргена — Герман фон Майдель в 1605 пожалован в камергеры польского двора, с 1620 — староста в Пильтене (Курляндия), явился основателем одной из курляндских ветвей рода.
- Внук Юргена фон Майдель — Андреас фон Майдель, капитан ганноверской службы, основатель прусской и мекленбургской линий рода (пресеклись в середине XIX века).
- Другой внук — Георг Иоганн фон Майдель (Георг Юхан Майдель) (ок. 1647—1710) — шведский военачальник, генерал инфантерии (1706), участник Северной войны. Считается основателем шведской линии рода, пресёкшейся в 1814 году.
- Племянник предыдущего Эрнст Густав фон Майдель (? — 1754), капитан шведской гвардии, был женат на Маргарите Елизавете Вольффрамсдорф. Пять их сыновей положили начало пяти линиям рода.

Барон Егор Иванович Майдель (Георг-Бенедикт-Генрих, 1817—1881) был генералом от инфантерии и комендантом Петропавловской крепости. Род баронов Майдель внесен в дворянские матрикулы всех трёх Прибалтийских губерний.
- Майдель, Август Петрович — генерал-майор; Георгиевский кавалер № 8352, 26 ноября 1850.
- Майдель, Аксель Эдуардович (1869—1945) — барон из рода Майдели, общественный, государственный деятель, помещик, член Государственного совета Российской империи.
- Майдель, Владимир:[править]  -  Майдель, Владимир Густавович — Георгиевский кавалер; майор; № 7888; 26 ноября 1847.
  -  Майдель, Владимир Николаевич (1864 — после 1930) — русский военачальник, генерал-майор, участник русско-японской, первой мировой и гражданской войн.
- Майдель, Герман Христофорович (1877 — после 1931) — барон, инженер путей сообщений.
- Майдель, Григорий Густавович (28.1.1821 — 25.2.1876) — контр-адмирал (1.1.1872); его именем назван мыс в заливе Стрелок.
- Майдель, Егор Иванович (1817—1881) — барон, герой Кавказской и Крымской войн, Георгиевский кавалер.
- Майдель, Карл Петрович — подполковник; Георгиевский кавалер № 5587, 29 ноября 1837.
- Майдель, Павел:[править]  -  Майдель, Павел Петрович — подполковник; Георгиевский кавалер № 5989, 3 декабря 1839.
  -  Майдель, Павел Фёдорович — майор; Георгиевский кавалер № 8076, 26 ноября 1848.
- Майдель, Эдуард:[править]  -  Майдель, Эдуард Антонович (1830—1899) — общественный деятель, помещик, действительный статский советник, эстляндский губернский предводитель дворянства, камергер.
  -  Майдель, Эдуард Владимирович (1842—1918) — исследователь залива Петра Великого, Японского и Охотского морей, генерал-майор корпуса флотских штурманов. В его честь названы мысы в заливе Петра Великого и на острове Сахалин.
- Майдель, Юлиус Карлович — капитан; Георгиевский кавалер № 9841, 26 ноября 1855.
- Майдель, Яков Карлович — подполковник; Георгиевский кавалер № 9773, 26 ноября 1855.

## Описание герба
В лазоревом поле волнообразная перевязь влево, в которой обращенные влево три червленые одна над другой форели с золотыми глазами, перьями и хвостами. Над перевязью четыре золотых круглых хлеба (два и два), под перевязью ещё три золотых круглых хлеба, (один и два).
Щит увенчан баронской короной и двумя шлемами, из которых правый с лазоревым и золотым венчиком, левый с баронской короной. Нашлемники: правый — три серебряных страусовых пера, левый — золотой встающий лев с червлеными глазами и языком, держащий в правой лапе серебряный меч с золотой рукоятью. Наметы: справа лазоревый с золотом, слева — лазоревый с серебром. Щитодержатели: справа лазоревый барс с червлеными глазами и языком, слева серебряный гриф с червлеными глазами и языком, держащий в правой лапе серебряный меч с золотой рукоятью. Девиз: «FIDEM GENUSQUE SERVAMUS» золотом на лазоревой ленте.
Герб рода баронов фон Майдель внесен в Часть 12 Общего гербовника дворянских родов Всероссийской империи, стр. 33.